# Мюлхайм-Керлих
Вижте пояснителната страница за други значения на Мюлхайм.
Мюлхайм-Керлих (на немски: Mülheim-Kärlich) е град в Рейнланд-Пфалц, Германия, с 11 052 жители (към 31 декември 2015). Намира се близо до Кобленц.
Територията на днешния Мюлхайм-Керлих е едно от най-старите населени места в Германия.